# نمادشناسی قدیس

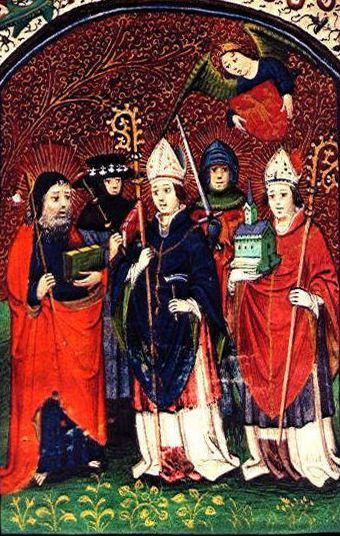
کتاب دعاهای هلندی از اواسط قرن پانزدهم؛ گروه پنج قدیس: از چپ به راست، سنت جوزف، سنت جیمز کبیر، سنت الیگیوس، سنت هرمس، و سنت قیسلین، با نمادهایشان

نمادشناسی قدیس یا نمادشناسی قدیسان (به انگلیسی: Saint Symbolism) نمادشناسی یا سمبولیسم قدیسان مسیحی از همان آغاز دین به کار رفته است. گفته می‌شود که هر قدیس زندگی مثال زدنی داشته است و از نمادهایی برای بیان این داستان‌ها در طول تاریخ کلیسا استفاده شده است. تعدادی از قدیسین مسیحی به طور سنتی با یک نماد یا نقش نمادین (تمثال) مرتبط با زندگی آن‌ها که یک ویژگی یا نشان نامیده می‌شود، نشان داده می‌شوند تا آنها را شناسایی کنند. پژوهش در این موارد بخشی از شمایل‌نگاری در تاریخ هنر را تشکیل می‌دهند. آن‌ها به ویژه برای اینکه افراد بی‌سواد بتوانند صحنه‌ای را تجسم کنند و به هر یک از قدیسین شخصیتی در هنر ببخشند، استفاده می‌شوند. آن‌ نمادها اغلب در دست قدیس حمل می‌شوند.
این ویژگی‌های نمادها اغلب با زمان یا جغرافیا متفاوت است، به ویژه بین مسیحیت شرقی و غرب. تصاویر ارتدکس اغلب حاوی کتیبه‌هایی با نام قدیسان بودند، بنابراین مجموعۀ خصوصیات شرقی به طور کلی کوچکتر از غربی است. بسیاری از برجسته‌ترین قدیسان، مانند سنت پیتر و سنت جان اوانجلیست را نیز می‌توان با تیپ چهرۀ متمایز تشخیص داد. برخی از صفات عام است مانند کف دست شهید. استفاده از یک نماد در یک اثر هنری که یک قدیس را به تصویر می‌کشد، به مردم، داستان آن‌ها را یادآوری می‌کند.